# Ejvind Hansen
Ejvind Willy Hansen (Fodslette, 28 luglio 1924 – Odense, 19 dicembre 1996) è stato un canoista danese.

## Palmarès

### Olimpiadi
- 1 medaglia:
  - 1 argento (Londra 1948 nel K-2 1000 m)

### Mondiali
- 3 medaglie:
  - 1 argento (Copenaghen 1950 nel K-1 4x500 m)
  - 2 bronzi (Londra 1948 nel K-1 4x500 m; Londra 1948 nel K-2 500 m)